# Saint-Jean-d’Assé
Saint-Jean-d’Assé – miejscowość i gmina we Francji, w regionie Kraj Loary, w departamencie Sarthe.
Według danych na rok 1990 gminę zamieszkiwało 1021 osób, a gęstość zaludnienia wynosiła 48 osób/km² (wśród 1504 gmin Kraju Loary Saint-Jean-d’Assé plasuje się na 569. miejscu pod względem liczby ludności, natomiast pod względem powierzchni na miejscu 510.).